# Juan Iruarrizaga Aguirre
Juan Iruarrizaga Aguirre (Igorre, Biscaia, 1898 - Madrid, 22 de novembre de 1936) fou un músic basc i sacerdot de la Congregació de Missioners Fills del Cor de Maria. Era germà del també músic i eclesiàstic Luis Iruarrizaga Aguirre.
Professà en la seva Congregació el 15 d'agost del 1915, havent fet la seva carrera eclesiàstica en els col·legis del seu Institut i el 1925 passà a París. Com el seu germà fou un músic de tendències modernes en les composicions religioses que publicà en el Tesoro Musical de Madrid, seguint la mateixa escola que el seu germà Luis, encara que no fou tant fecund, però si inspirat, enginy i molt harmònic en la composició musical.
Entre moltes d'altres obres publicà:
- Tres Avemarias (Madrid-Barcelona);
- Quatre Canciones de cuna (Madrid);
- Dos Villancicos (Madrid).